# Tomnatec
Tomnatec falu Romániában, Erdélyben, Fehér megyében.  Közigazgatásilag Bisztra községhez tartozik.

## Fekvése
Hudricești mellett fekvő település.

## Története
Tomnatec korábban Hudricești része volt. 1956-ban vált külön 81 lakossal.
1966-ban 88, 1977-ben 71, 1992-ben 20, 2002-ben pedig 17 román lakosa volt.